# BGMチャート
BGMチャート（英: BGM Chart）は、韓国音楽コンテンツ産業協会が運営する韓国初の大衆音楽チャートガオンチャートのシングル人気チャートである。2010年4月11日から開始された。ガオンチャート開始直後は、年2回単位で発表されることが計画されていた。現在は週・月単位で発表されている。

## 類似したチャート
同じくシングル売上をランキング付けするデジタルチャートと類似するが、デジタルチャートはデジタル売上高のみを集計している。
アメリカ合衆国発の国際的なチャートBillboard Hot 100とも類似する。

## チャート

### 月間
- 詳細は以下を参照

2010年